# Просічанка
Просічанка (словац. Prosiečanka) — річка в Словаччині, права притока Вагу, протікає в окрузі Ліптовський Мікулаш.
Довжина приблизно 8-8.7 км. Витік знаходиться в масиві Підтатранський жолоб — частина Зуберський жолоб (схил гори Дєл) на висоті близько 1000 метрів. Протікає територією села Просіек. і природного заповідника Просецька долина.
Впадає у Ваг (водосховище Ліптовська Мара) на висоті приблизно 565 метрів.